# The Roots
The Roots è un gruppo hip hop statunitense, formatosi a Filadelfia nel 1987.
La loro maggiore peculiarità è quella di essere rimasti sempre fedeli alle proprie regole e al proprio stile, imperniato su inusuali giri di basso e chitarra, batteria dal vivo e voce roca e gutturale a bordo del microfono. Ispirati dal concetto di "gruppo hip hop" avviato dagli Stetsasonic, hanno come riferimenti principali alternative hip hop e neo soul e hanno riscosso ampio successo di critica.
A loro volta hanno anche influenzato altri musicisti negli ambienti hip hop ed R&B.

## Storia del gruppo
?uestlove (pronuncia "Questlove") e Black Thought incominciano a esibirsi utilizzando soltanto la batteria del primo e la voce del secondo, perché non hanno possibilità economiche tali da permettersi microfono e piatti. Si esibiscono nel loro quartiere e nei talent shows, accumulando i primi ingaggi e conoscendo il rapper Malik B e il bassista Hub (Leon Hubbard). La loro spola tra Philadelphia e New York gli permette di diventare un vero e proprio fenomeno rap underground con massiccia street-credibility.
Il loro primo album, Organix viene pubblicato nel 1993 sotto Remedy Records, poco tempo dopo i Roots firmano per l'etichetta DGC, all'epoca conosciuta per gli album grunge. Do You Want More?!!!??! è il loro secondo LP che esce nel gennaio del 1995, la sua inaspettata novità è che, rispetto al materiale hip hop del periodo (che si avvale di campioni musicali per le basi e via dicendo), il disco è interamente suonato e inedito. Così non ottiene particolare successo tra gli amanti dell'hip hop, ma nell'ambiente jazz e della musica alternativa viene particolarmente apprezzato tanto che i Roots sono invitati al Lollapalooza e al Montreux Jazz Festival. Con loro collaborano il beatmaker Scott Storch e il beatboxer Rahzel che diventeranno parte integrante del gruppo.
Nel 1996 viene pubblicato Clones, singolo che finisce nella Top 5 delle classifiche rap. Illadelph Halflife è l'intero album che lo segue nel settembre dello stesso anno, e che riceve consensi all'interno della sfera underground ma non riesce a sfondare. Il 1999 è la volta di Things Fall Apart, LP che con il singolo Got Me (con la cantante Erykah Badu) riscuote un notevole successo e fa da sprone al gruppo che già alla fine dell'anno pubblica The Roots Come Alive, seguito da Phrenology nel novembre del 2002. 
Con The Seed (2.0), singolo rivelazione tratto da un brano del cantante Cody ChesnuTT, The Roots acquistano la piena maturità artistica. Nel 2004, dopo aver fondato la Okayplayer, compagnia che formata da una etichetta discografica e un'agenzia di promozione, escono 10 tracce di jam session, raggruppate in un album dal titolo di The Tipping Point. All'inizio del 2005 esce The Roots Presents: A Sonic Event, un live registrato presso la Webster Hall di Manhattan, a cui partecipano gruppi come gli YOung Gunz, i Mobb Deep e la rapper Jean Grae.
Nell'agosto 2006 esce Game Theory, mentre nell'aprile 2008 è la vota di Rising Down, che contiene, come traccia bonus, il singolo Birthday Girl realizzato con Patrick Strump (Fall Out Boy). Partecipano al disco Common, Mos Def, Saigon, Chrisette Michele e altri ospiti.
How I Got Over viene pubblicato nel giugno 2010, anticipato dalla title track, estratta come singolo quasi un anno prima. Successivamente il gruppo collabora con John Legend per l'album Wake Up!, pubblicato nel settembre 2010. La collaborazione con Betty Wright invece si instaura nell'album Betty Wright: The Movie, accreditato a Betty Wright & The Roots. Questo album riceve una nomination ai Grammy Awards 2012 nella categoria "miglior interpretazione R'n'B tradizionale".
Nel dicembre 2011 i Roots pubblicano il loro tredicesimo album, ossia Undun (Def Jam). Il singolo Make My esce nell'ottobre 2011. Il disco, il cui titolo è ispirato a una canzone dei The Guess Who, contiene le partecipazioni di Sufjan Stevens, Phonte, Dice Raw, Big K.R.I.T. e altri.
Nel settembre 2013 esce Wise Up Ghost, disco collaborativo realizzato da The Roots ed Elvis Costello e pubblicato dalla Blue Note Records. Viene realizzato il video di Walk Us Uptown.
Dal 2014 sono la resident band del talk show statunitense The Tonight Show condotto da Jimmy Fallon.

## Formazione
- Black Thought – voce
- Questlove – batteria
- Mark Kelley – basso
- Kamal Gray – tastiera, pianoforte, organo Hammond, Fender Rhodes
- James Poyser – tastiera, sintetizzatore, campionatore, programmazione
- Knuckles – percussioni
- Captain Kirk Douglas – chitarra
- Ian Hendrickson-Smith – sassofono, flauto, clarinetto
- David Guy – tromba
- Damon "Tuba Gooding Jr." Bryson – sousafono, tuba

## Discografia

### Album in studio
- 1993 – Organix
- 1995 – Do You Want More?!!!??!
- 1996 – Illadelph Halflife
- 1999 – Things Fall Apart
- 2002 – Phrenology
- 2004 – The Tipping Point
- 2006 – Game Theory
- 2008 – Rising Down
- 2010 – How I Got Over
- 2010 – Wake Up! (con John Legend)
- 2011 – Betty Wright: The Movie (con Betty Wright)
- 2011 – Undun
- 2013 – Wise Up Ghost (con Elvis Costello)
- 2014 – ...And Then You Shoot Your Cousin

### Album dal vivo
- 1999 – The Roots Come Alive

### Raccolte
- 2005 – Home Grown! The Beginners Guide To Understanding The Roots, Vol. 1
- 2005 – Home Grown! The Beginners Guide To Understanding The Roots, Vol. 2

### EP
- 1994 – From the Ground Up
- 1999 – The Legendary

## Riconoscimenti
- Grammy Awards
  - 1999: Vincitori del Best Rap Performance By A Duo Or Group con "You Got Me" (featuring Erykah Badu)
  - 2002: Nomination per Best Rap Album con Phrenology
  - 2004: Nomination per Best Urban/Alternative Performance con "Star", nomination per Best Rap Performance By A Duo Or Group con "Don't Say Nuthin'."
- MTV Video Music Awards
  - 2003: Nomination per MTV2 award con "The Seed 2.0"
- mtvU Woodie Awards
  - 2004: Nomination per Road Woodie and Welcome Back Woodie
- BET Awards
  - 2005: Nomination per Best Group
- NAACP Image Awards
  - 2005: Nomination per Outstanding Duo or Group
- Nominati una delle twenty greatest live acts in the world da Rolling Stone nel 2003
- Vincitori di un "Heroes Award" del Philadelphia chapter of the Recording Academy nel 2004